# Groove Family Cyco
Groove Family Cyco è il terzo album del gruppo hardcore funk metal Infectious Grooves, pubblicato nel 1994 dall'etichetta discografica 550 Music.
È prodotto da Michael Blum e Dhogcru, arrangiato da Michael Blum e missato da Paul Northfield.

## Tracce
1. Violent & Funky – 4:19
2. Boom Boom Boom – 4:07
3. Frustrated Again – 2:59
4. Rules Go Out the Window – 4:27
5. Groove Family Cyco – 5:19
6. Die Lika Pig – 3:14
7. Do What I Tell Ya! – 4:57
8. Cousin Randy – 5:39
9. Why? – 4:00
10. Made It – 4:32

## Formazione
- Mike Muir - voce
- Robert Trujillo - basso
- Dean Pleasants - chitarra
- Adam Siegel - chitarra
- Brooks Wackerman - batteria